# Горан Дујаковић
Горан Дујаковић (Ђурђево, 30. јун 1966) српски и босанскохерцеговачки режисер, сценариста, стрип цртач, карикатуриста, и редовни професор на Академији умјетности у Бањој Луци. Оснивач и директор Међународног фестивала анимираног филма у Бањој Луци. Своје стрипове потписује под псеудонимом Феникс.

## Биографија
Рођен је 1966. година. Петнаест година радио је као професионални карикатуриста у дневном листу "Глас Српске" из Бање Луке, гдје је годинама цртао кратке новинске стрипове (Иду дани, Извјестан поглед, Краљ Добрица...). Објављивао карикатуре и стрипове у више од 50 листова са простора некадашње Југославије(Наши дани, Стрипбургер, Младост...). Прво представљање са стрипом имао је са каишем "Apollo" 19. јула 1986. године. Овај стрип је цртан у различитим формама, од каиша до више табли. Стрип се бавио универзалним темама, урађен као серија размишљања о "обичним стварима": сновима, смрти, свемиру, Богу, вјери, људима, животу итд. Главни јунак Аполо безвремени је становник неког тијела у свемиру одакле посматра Земљу и оно што се догађа око ње. Укупно је нацртано 97 наставака овог стрипа, од кога је објављен само мањи дио - 35. Осим серијала "Apollo" аутор је на овим страницама "Гласа" објавио неколико табли. Хронолошким редом: "Alegro Barbaro", "Alegro Barbaro 3", "Антимачка", "Papillon 3", "Флека" и "Сида". Од 5. новембра 1993. године повремено на страницама  "Гласа српског"  излази  Дујаковићев двокаишни стрип "Иду дани", који на необичан и бизаран начин третира ратну стварност, али и обичну свакодневицу. До 26. фебруара 1994. године, када је изашао посљедњи, укупно је изашло 20, од 30 створених наставака. Стрип је због нејасне концепције листа у почетку излазио на задњој, а касније на унутрашњим странама. У јулу 1993. године урадио је и три табле стрипа за афишу позоришне представе "Маратонци трче почасни круг" у извођењу ДИС позоришта из Бања Луке, која се појавила одштампана на премијери представе 23. јула 1993. године. "Крајишки војник", лист Првог крајишког корпуса Војске републике Српске, 1993. и 1994. објављује двије табле његовог стрипа, "Операција Падобран" и "Прва црта". У седмичном додатку Плус у оквиру "Гласа" од 30/31. марта 1996. почиње да излази његов стрип "Извјестан поглед". Стрип је цртан у форми два каиша са црним пуним оквирима око кадрова, тематски шаролик, од политичких до "општих" тема. Стрип излази редовно и објављено је преко 146 наставака. У енигматском листу Мира Енигма објављује 1998. године у бројевима 29 и 31 стрип "Мргуд - Обичне приче. Ови стрипови су цртани у форми табле. Са кратким стрипом The weird story ушао je 2001. године у антологију средњoевропског и источноевропског алтернативног стрипа. Један од покретача првог стрип часописа у Републици Српској, "Жалосна свеска". Поред карикатуре и стрипа активно се бави и фотографијом од 1982. године. Аутор двије монографије/фотомонографије. Члан је Удружења стрипских уметника Србије и Удружења стрип аутора и обожавалаца стрипа Републике Српске „Девета димензија“ из Бања Луке.
На филму и телевизији присутан је од 1997. године. Аутор више од 40 документарних и кратких играних филмова. Аутор је и првог дугометражног документарног филма снимљеног у Републици Српској "Птице Бардаче" (2004/2005). Учествовао је на више филмских фестивала (Београд, Бар, Монтело, Љубљана, Нови Сад, Мостар, Сремски Карловци, Јахорина, Бања Лука...) са филмовима у званичној и информативној селекцији, за које је добијао  награде. Члан је Свјетске асоцијације за анимирани филм – АСИФА и Удружења филмских радника у БиХ. Оснивач је и директор Међународног фестивала анимираног филма у Бањој Луци који се одржава од 2008. године. Један је од оснивача и вишегодишњи предсједник Асоцијације за визуелне умјетности ФЕНИКС АРТ из Бање Луке која се бави филмском продукцијом, популаризацијом и промоцијом филмске умјетности, фотографије и стрипа. Члан редакције часописа СИНЕАСТ из Сарајева, и АГОН из Бања Луке. Дипломирао Филмску и телевизијску режију на Академији умјетности у Бања Луци 2009. године. Мастер студије завршио је 2011. године на Факултету драмских уметности у Београду на студијском програму Теорија драмских уметности и медија. Запослен је на Академији умјетности Универзитета у Бањој Луци као редовни професор на предметима Филмска и телевизијска режија и Историја филма.

## Одабрана филмографија
- 1997 - ЖИВОТ У КРУГУ, документарни
- 2000 - ЉУДИ СА ДЕПОНИЈЕ, документарни
- 2001 - МОЈ МРТВИ ГРАД, документарни
- 2002 - ЛЕД, документарни
- 2004 - ДРОБЉЕНЕ ТИШИНЕ, документарни
- 2004/2005 – ПЕЋИНЕ РЕПУБЛИКЕ СРПСКЕ,документарна серија
- 2005 - ПТИЦЕ БАРДАЧЕ, дугометражни документарни филм
- 2007 - СВАКИ ДАН СЕ СУНЦЕ РАЂА, документарни
- 2008 - СКАКАВАЦ, документарни; ГЛАС БОЈЕ НЕБА, кратки
- 2009 - КАПЉИЦА, играно-документарни филм
- 2015 - ДАВНО САМ ТИ ЛЕГ'О - Кратки документарни филм - (режија, сценариј), САРАЈЕВО 1914 - Дугометражни документарни филм - (режија, сценариј)
- 2019 - СРНА - Кратки документарни филм - (продуцент, режија, сценариј)
- 2020 – КАПАЊЕ НА КРУШЕВОМ БРДУ, документарни